# Jean-Baptiste Soleil
Pour les articles homonymes, voir Soleil (homonymie).
Jean-Baptiste François Soleil, né à Paris en 1798 et mort le 17 mars 1878 à Enghien-les-bains, est un ingénieur-opticien français.

## Biographie
Il fonde en 1819 la maison Soleil, située au 23, passage Vivienne à Paris, spécialisée dans la fabrication « d'instruments d'optique et de précision » dont les destinataires sont les grands savants de l'époque Fresnel, Arago, Foucault, Babinet. En 1825 il déménage au 21, rue de l'Odéon où il reste plus de vingt-cinq ans.
En 1840, il s'intéresse aussi à la photographie naissante. Photographe lui-même, il améliore le procédé chimique de Louis Daguerre et publie même un ouvrage à l'usage des utilisateurs du daguerréotype.
En 1843, il fabrique l'héliostat de Jean Thiébault Silbermann.
En 1849, la maison est divisée en deux branches confiées à Henri Soleil, fils du fondateur, et Jules Duboscq, son gendre. La branche Soleil est continuée par Laurent maintenant connue sous le nom de Jobin Yvon. La branche Duboscq est ensuite renommée Duboscq Pellin en 1883, puis Pellin en 1886. 
En 1852, l'atelier Soleil est racheté par l'ingénieur Louis Sautter qui est fabricant de lentilles de Fresnel pour les phares et fonde l'entreprise Sautter et Cie,. 
Jean-Baptiste Soleil est l'inventeur du saccharimètre Soleil, appareil utilisé en physique, pharmacie, médecine qui permet de doser le sucre qui se trouve dissous dans certains liquides, notamment les urines des diabétiques.

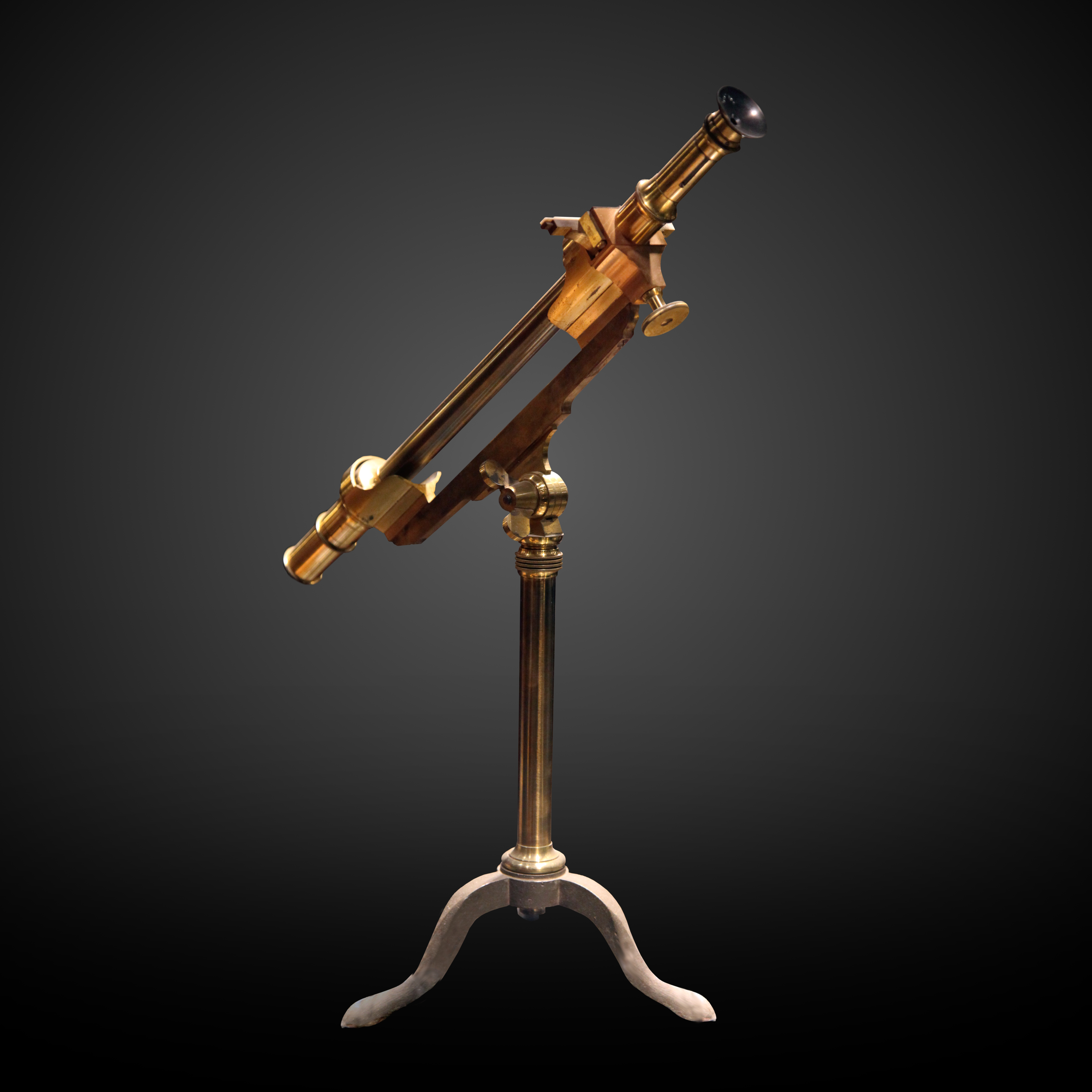
Saccharimètre Soleil exposé au Palais de la découverte à Paris

## Publications
- J-F Soleil, Guide de l'amateur de photographie, Chez l'auteur, 1840, 80 p. (présentation en ligne).